# 內山悠里菜
內山悠里菜（1998年4月28日—）是日本的女性聲優，愛知縣出身。隸屬於星塵傳播。

## 人物
2019年開始為聲優團體「DIALOGUE+」的成員。
喜歡的作品是《時空幻境》，並因此想成為聲優。

## 演出作品
※粗體字為主要角色。

### 電視動畫
2018年
- 人外的新娘（賞花的人）

2020年
- 八十龜觀察日記 第2冊（KOMEDA店員）

2022年
- CUE!（六石陽菜[5]）

### 遊戲
2018年
- 月之年代記R

2019年
- CUE!（六石陽菜[6]）
- 交鋒聯盟（維納斯·拉維納斯[7]）

2022年
- Crash Fever（露西菈・明）
- 怪物彈珠（轆轤首[8]）

### 舞台
- Otona Project第十八彈演劇團體【爆走大人小學生】第五回特別授業team.B病毒（素食者）
- 下北澤VR（片瀨櫻）

### 廣播
- CUE!&A（2019年，文化放送、超!A&G+、A&G TRIBAL RADIO Edison」内）「Flower」成員
- A&G NEXT ICON 超!CUE!&A（2019年－，超!A&G+）周一主持[9]

## 音樂CD

### 角色歌
| 發售日   | 商品名稱               | 演唱名義 | 歌曲                                                       | 備註                 |
| 2019年   | 2019年                 | 2019年   | 2019年                                                     | 2019年               |
| -------- | ---------------------- | -------- | ---------------------------------------------------------- | -------------------- |
| 11月27日 | Forever Friends        | AiRBLUE  | 「Forever Friends」                                        | 遊戲《CUE!》片頭曲   |
| 11月27日 | Forever Friends        | AiRBLUE  | 「」                                                       | 遊戲《CUE!》相關歌曲 |
| 11月27日 | Forever Friends        | Flower   | 「Forever Friends」                                        | 遊戲《CUE!》相關歌曲 |
| 2020年   |                        |          |                                                            |                      |
| 1月22日  | Knocking on My Dream!! | Flower   | 「Knocking on My Dream!!」 「One More Step!」 「our song」 | 遊戲《CUE!》相關歌曲 |
| 3月25日  | beautiful tomorrow     | AiRBLUE  | 「beautiful tomorrow」                                     | 遊戲《CUE!》相關歌曲 |
| 3月25日  | beautiful tomorrow     | Flower   | 「beautiful tomorrow」                                     | 遊戲《CUE!》相關歌曲 |

### 组合成员
1. 1 2  六石陽菜（內山悠里菜）、鷹取舞花（稗田寧寧）、鹿野志穗（守屋亨香）、月居穗乃香（緒方佑奈）、天童悠希（鷹村彩花）、赤川千紗（宮原颯希）、惠庭愛理（飯塚麻結）、九條柚葉（村上真夏）、夜峰美晴（安齋由香里）、神室絢（松田彩希）、宮路真幌（山口愛）、日名倉莉子（鶴野有紗）、丸山利惠（立花日菜）、宇津木聰里（小峯愛未）、明神凜音（佐藤舞）、遠見鳴（土屋李央）
2. 1 2 3  六石陽菜（內山悠里菜）、鷹取舞花（稗田寧寧）、鹿野志穗（守屋亨香）、月居穗乃香（緒方佑奈）

## 外部連結
- 事務所官方簡歷 （页面存档备份，存于）（日語）
- 內山悠里菜的X（前Twitter）（日語）